# アウトレイジ (2010年の映画)
『アウトレイジ』(英語: OUTRAGE) は、2010年に公開された日本映画。副題も含めて『Outrage: Way of the Yakuza』と英語表記されることもある。監督・脚本・主演を北野武（役者としてはビートたけし名義）が務め、昔気質の武闘派ヤクザである大友を主人公とするヤクザ映画「アウトレイジシリーズ」の第1作目。オフィス北野製作。北野が監督・脚本・製作総指揮を務める作品として15作目にあたる。
過激なバイオレンスシーンや拷問シーンが数多く含まれるため、映倫でR15+指定を受けている。シリーズ全体を通して「全員悪人」のキャッチコピーでも知られる。

## あらすじ
関東一円の極道界を支配する巨大暴力団「山王会」の関内会長は、傘下の池元組が麻薬を扱う村瀬組と兄弟杯を交わして親密になっていることを快く思っていなかった。そこで関内は右腕・加藤と共にこの2つの組を仲違いさせようと企て、池元に対して「村瀬を締めろ」と無茶な命令をする。兄弟分の村瀬を直接相手にしたくない池元は、配下の武闘派で知られる大友組に丸投げする。思いがけない村瀬組若頭・木村の抵抗や、池元の二枚舌、山王会本家の思惑に翻弄されながらも、大友組は村瀬組を締めることに成功し、最終的に村瀬組は解散する。
大友は池元の行動に不快感を覚えつつ、事実上、村瀬のシマを継承し、金庫番の石原が管理する大使館の闇カジノで成功を収める。一方、村瀬が隠れて麻薬を売っていることが発覚し、池元に唆された大友は村瀬を殺害する。ところが、このことを口実に関内は池元に大友を破門するよう言い渡し、池元は言われる通りに大友を破門する。この仕打ちに大友は激怒しつつも、復帰のため指詰めをして、関内の元へ向かう。詫びる大友に対し関内は、破門は池元の独断だと言い、逆に池元の殺害を唆す。そこで大友は悪びれず闇カジノを訪れていた池元を殺害する。闇カジノを狙っていた関内は、今度は池元組若頭の小沢に、組を継ぎたければ親の仇を討てと煽り、大友組と池元組の抗争を仕掛ける。本家の手助けも得た小沢は、次々と大友組の組員を殺害し、彼らを追い詰めていく。部下を皆殺しにされた大友は旧知のマル暴・片岡の説得を受けて逮捕され、刑務所に入る。
抗争は終結し、小沢は関内の元に挨拶に伺うが、その場で加藤に射殺される。続けざまに加藤は関内をも射殺し、あたかも小沢が関内を殺したかの様に装う。一方、刑務所に入り身の安全を確保したかに見えた大友だったが、先に服役していた木村に刺される。
山王会は加藤が継承し、抗争中に大友組を裏切った石原は加藤の側近として成り上がっていた。その2人の前に片岡が現れ、昇進した自身の後任となる山本を紹介するとともに、大友は木村に殺害されたと報告する。

## 主要人物

### 主人公
大友（おおとも）
演 - ビートたけし
主人公。山王会系大友組組長。
親である池元から厄介な仕事ばかりを押し付けられるが、それでも愚直に従う昔気質の任侠精神を持つ武闘派。武闘派故に過激な行動を取りがちだが、抗争が激化してくると組員に逃げるように促すなど、若い衆想いな一面もある。作中では自分で手を下したくない池元によって村瀬組を締める役目を押し付けられる。自ら率先して動き、2度にわたる村瀬組との抗争では、村瀬に直接手を下す。
池元や本家の命令によって村瀬と抗争をしたにもかかわらず、詫び金は池元に取られ、そのうえ破門される事態に陥る。ここに至って怒りを露わにし、関内の唆しもあって池元を殺害するが、同じく関内に唆された小沢との抗争が始まる。組織力の差から組員達が次々と殺害され、徐々に追い詰められていく中で水野を逃がし、悩んだ末に自身は旧知の片岡を頼って服役することで難を逃れようとする。しかし、結局水野は殺害され、自分も刑務所内で先に服役していた木村に刺される。片岡は「大友は刑務所で刺されて死亡した」と告げ、本作は終幕となる。

### 山王会本家
関東一円を取り仕切る巨大暴力団。
関内（せきうち）
演 - 北村総一朗
山王会会長。
関東の極道界の頂点に長年に渡って君臨する腹黒く狡猾な男。表面上は寛容かつ穏やかな態度をとるが、自分の利益のためには直系の組を壊滅させることも厭わず、度々盃を持ち掛けては唆し抗争を煽るといった面を持つ。自身は静かな口調で配下に接し、右腕の加藤を使って命令を下す。自身の命令には誰も逆らえないのをいいことに、直参の池元に、彼と兄弟分で麻薬でシノギを行う村瀬を締めるよう命令を下す。これが一連の騒動のきっかけとなる。
後半、成功を収めた大友組の闇カジノを手に入れるため、大友が村瀬を殺したことを口実に池元に大友組の破門を行わせる。陳情にきた大友には池元を殺害するよう唆し、池元が大友に殺害されると、今度は小沢に組を継ぎたければ大友を討って親の仇を取れと焚き付ける。大友組を壊滅させた後は小沢をも始末する算段であったが、最期は加藤に裏切られる形で射殺された。
加藤 稔（かとう みのる）
演 - 三浦友和
山王会若頭。山王会のナンバー2。
会長の関内に対して、どんなに殴られたり、怒鳴られようとも無言で服従する彼の右腕。冷静沈着な策略家。村瀬に形だけの引退を持ちかけたり、刑事の片岡や大友組の石原と個人的なパイプを持つなど、関内の目の届かないところで暗躍していた。本家の直接の命令役で安易に村瀬組と手打ちを行った池元を叱責したり、小沢を唆して大友と小沢の抗争が始まると、自身も直接行動に出て小沢を手助けする。終盤、関内の命令で小沢を射殺するも、同時に関内をも射殺し、小沢に関内殺しの罪を着せた上で山王会本家会長の座に収まる。

### 池元組
山王会の直参（二次団体）で、大友組の上部団体。
池元（いけもと）
演 - 國村隼
池元組組長。
私利私欲のために二枚舌を使う下劣な男。一連の騒動の元凶。会長の関内に媚びへつらいつつ、麻薬で得た村瀬の金に目をつけて彼に山王会入りを持ちかけ、兄弟盃を交わす。ところが関内から村瀬組を締めるよう命じられるとこれに唯々諾々と従うものの、自分の手を汚したくないがために傘下の大友組に丸投げする。大友組と村瀬組の抗争が激化して村瀬が泣きついてくると、今度は大友を無視して安易に手打ちを進め、さらには村瀬から大友に払われた詫び金を自分の懐に入れる。更には引退したはずの村瀬が密かに麻薬の売買を続けていたことが発覚すると大友に村瀬の殺害を唆し、これが本家で問題視されるとやはりそのまま関内の命令に従い、大友を破門した上、シマを取り上げようとする。ここに至って激怒し、また関内の唆しもあった大友に命を狙われるが、自身の行いを気に留めなかった事が祟りなおも大友組の闇カジノに入り浸るという軽率な行動の最中に身柄を拘束され、大友に殺害される。のち、遺体はグバナン大使と大友組によって大使館の自動車で運ばれ、河川敷に埋められる。
小沢（おざわ）
演 - 杉本哲太
池元組若頭。
池元の側近で、20年間若頭として彼に尽くしてきた男。池元の理不尽な命令を大友らに伝え、叱責しつつも、彼らに同情するような素振りも見せ、池元を引退させて大友を若頭にしようとしていた。中盤の大友による池元殺しでは水野の説得を受けてこれを見逃す。ところが関内から組を継承したければ親（池元）の仇を取れと釘を刺されたために大友組との抗争を始める。加藤の支援もあって、大友組の幹部や組員たちを次々に殺害し、大友組の壊滅に成功する。最期は関内に自ら結果を報告に赴いたところを、関内の意を受けた加藤に射殺される。また、直後に行われた加藤の関内殺しの罪もなすりつけられる。

### 大友組
池元組の傘下（山王会の三次団体）で、規模こそ小さいものの、武闘派でならしている精鋭揃いの組織。
水野（みずの）
演 - 椎名桔平
大友組若頭。
組長同様の武闘派で、大友に強い忠誠心を持つ中年の男。抗争では自ら先陣を切って動くほか、失態を犯した部下に対しても容赦無く暴力を振るう。大友と同様に上の命令には絶対であり、命令には決して背かず、池元に対しても身だしなみを整えて接する。物語前半の村瀬組との抗争では報復に現れた木村の部下を射殺し、木村を返り討ちにしたほか、麻薬の売人の締め上げなども率先して行う。
物語後半、小沢との抗争が始まると、生き残って事の結末を見届けるために大友から身を隠すよう指示され、情婦のマンションに身を隠す。同僚の組員たちが次々と殺害されていくなかで彼女から逃走資金と護身用の銃を渡されマンションを出るが、そこで待ち伏せていた小沢の部下に拉致される。そのまま都心から離れた場所まで連行され、首に縄を掛けられた状態で発進した車の衝撃で処刑されるという最期を遂げる。
安倍（あべ）
演 - 森永健司
大友組若頭補佐。
大友、水野と同じく大友組屈指の武闘派。謝罪にきた木村に指詰めを強制させたり、村瀬との抗争にも動いたほか、水野とともに麻薬の売人に制裁を加える。
物語後半、小沢との抗争にて敗北を悟った大友に拳銃を手渡され逃げるよう指示される。しかし車での逃走中に小沢の部下に捕捉され、車から降りて反撃しようとしたところを後ろから射殺される。
石原 秀人（いしはら ひでと）
演 - 加瀬亮
大友組金庫番で、実質的な組のNo.4。
大友・水野とは対照的な若くインテリな現代ヤクザ。英語を流暢に話し、闇取引や株式売買などの経済活動にも長け、組の金庫番を任されている。一方で、旧態依然としたヤクザを馬鹿にしており、内心では大友ら武闘派を軽んじ、特にたびたび鉄拳制裁してくる水野に対しては怒りを覚えている。村瀬組のシマを手に入れると、その中にあったグバナン共和国大使館での闇カジノを発案し、その元締めを任される。闇カジノを成功させる一方で、自分のみ英語を話せる利点を利用して、売上の10％を横領し、私腹を肥やす。
物語後半、小沢との抗争が始まると、鉄砲玉として本家にカチコミに行くフリをして逃亡を図り、そのまま加藤に寝返って組員の居場所などを教える。また、自身の横領を知っていた舎弟も同行させ、どさくさに紛れて殺害する。終盤、加藤が新会長となると本家の金庫番となり、加藤の側近にまでのし上がる。
上田（うえだ）
演 - 三浦誠己
大友組組員。
主に実働を担い、敵対する相手には容赦なく恫喝する武闘派。池元殺害の際は安倍と共に池元を拘束し、大友の言うことを渋る池元に対して頭を押さえつけている。村瀬組との抗争では、村瀬組のバーに乗り込み、拳銃や暴行による脅しで飯塚の居場所及び逃走先を強制的に吐かせる。抗争が終結して村瀬組のシマを事実上継承した後も、薬を売り歩いていたイラン人の拉致や、シマで商売していたヤクザたちを呼び出しての暴行、再度薬の横行が発覚した際には売人の居場所を突き止めるなど管理を行う。闇カジノではディーラーや売り上げの上納などを務めた。
小沢との抗争が始まった物語後半、大友やその他の組員達と喫茶店にいたところ、そこへ乗り込んできた本家の部下による手榴弾の爆発によって一緒にいた組員共々死亡する。
岡崎（おかざき）
演 - 坂田聡
大友組組員。
ヤクザには見えない気弱なサラリーマン風の男。組織内では立場が低いのか、基本的に敬語だが、同じ組員の軽い冗談に激昂するなど短気な面も見られる。物語序盤、村瀬組が経営するぼったくりバーにわざと引っ掛かる(石原を始めとする組員たちからは「本当は(たまたま)引っ掛かったんじゃないのか」と言われていた)ことで、因縁を仕掛ける役目を担う。その後、飯塚の指を持って謝罪に訪れた木村をコケにしただけでなく、村瀬組のバーにたかりに訪れ続けるなど調子に乗った言動を繰り返す。結果、木村を激怒させ、最期は木村・飯塚らに拉致され、凄惨な暴行を受けて死亡する。これにより、当初の想定以上に大友組と村瀬組の抗争激化に至る。
江本（えもと）
演 - 柄本時生
大友組組員。
武闘派揃いの大友組の中では珍しい、物静かな若い男。岡崎が木村らに拉致される際、現場に居合わせていたものの、酔いつぶれていたことから、助けることが出来なかったため、水野から制裁として理不尽なまでの暴行を受ける。後に、村瀬組のバーへの襲撃にも同行したほか、上田と共にシマの管理を担う役回りに就く。その後の闇カジノでは、ディーラーも務めている。
物語後半、小沢との抗争で同僚らが次々と殺されていく中逃走するも、逃げ切れないことを悟り、公衆便所で拳銃自殺を図ろうとするが、追跡してきたヒットマンに射殺される。

### 村瀬組
池元と兄弟盃を交わした独立系の弱小ヤクザ。
村瀬（むらせ）
演 - 石橋蓮司
村瀬組組長。
小さな暴力団を仕切る初老の男。麻薬売買やぼったくりの水商売をシノギとしており、山王会に入るために池元と兄弟盃を交わす。ところが、池元組との協力で間接的に麻薬売買を禁止する山王会のシマに麻薬が流入したことで関内の怒りを買い、大友組による制裁を受けることになる。当初は「締める」程度のものであったが、木村の独断による岡崎殺しで収拾がつかなくなって抗争が激化し、最後は山王会本家に赴いて関内と池元に詫びを入れるという形で決着を図る。ところが、数日後に歯科医院で大友に襲撃されて口内を治療用ドリルで荒らされて重傷を負い、加藤の提案に乗る形で「形だけの引退」を行い組を解散する。その後も、密かに麻薬売買を続けていたが、これを口実に山王会から間接的な命令を受けた大友の襲撃を受け、サウナにて射殺される。
木村（きむら）
演 - 中野英雄
村瀬組若頭。
極道として義理を通しつつも、あまりの理不尽には義憤する村瀬組きっての武闘派の男。物語前半、当初の大友組との諍いにあっては村瀬の指示により部下の飯塚の指を詰めさせ、自ら謝罪に赴くなど平身低頭な態度を見せるが、初めから相手が因縁をふっかけることが目的かつ、容易には許されないことを知る。ここに至って激昂するも、むしろそれを口実にやり込められ、大友にカッターナイフで顔を斬りつけられるなど散々な目に遭う。親の村瀬が頼りないことや、大友組の岡崎が調子に乗って店に入り浸って横暴な振る舞いを続けたことで、堪忍袋の緒が切れ、独断専行で飯塚と共に岡崎を拉致し、これを惨殺して大友組の事務所前に放置するという事件を起こす。これにより抗争が本格化すると、部下と共に自ら大友の身柄を狙うも返り討ちに遭い逃亡する。
終盤、刑務所に収監されていたことが判明すると共に、同じく所内にやってきた大友をナイフで刺して復讐を遂げる。
飯塚（いいづか）
演 - 塚本高史
村瀬組組員。
長髪が特徴の青年。村瀬組のぼったくりバーで客引き兼恐喝係を務める。大友組の罠に掛かり、バーに来た岡崎をいつものように嵌めたことで因縁をつけられ、兄貴分である木村の命令を受けて指を詰めさせられる。さらに木村と共に謝罪に訪れた大友組の事務所では彼らから辱めを受け、その後も岡崎が店に入り浸ったことに怒り、木村による報復の計画に乗る。岡崎を拉致して暴行死させたことで抗争は終わりが見えなくなり、木村の図らいで故郷の青森へ逃げようとする。しかし、大友組の拷問を受けた仲間によって既に居場所・逃走先がバレており、青森行きの新幹線車内で射殺される。
佐山（さやま）
演 - 芹沢礼多
村瀬組幹部。
イラン人を使って薬の売買などをしていた、組の麻薬密売の元締めである中年男。形式的な村瀬引退後もシマでヤクの密売を続けていたところを大友組に見つかり、イラン人が拉致されたことによって事務所に連行される。そこでグバナン共和国大使館のことを彼らに話す。最期は村瀬や彼の側近と共にサウナにいたところを大友に射殺される。

### 警察
片岡（かたおか）
演 - 小日向文世
組織犯罪対策部（マル暴）の刑事。
情報収集と称して取り締まり対象の暴力団と癒着する中年の悪徳刑事。大友とは大学時代にボクシング部で一緒という縁で交友を持ち、また山王会の加藤ともパイプがある。大友組と村瀬組との抗争では、水野や大友の殺人を証拠不十分で不起訴にさせる。
物語終盤、大友が小沢に追い詰められると出頭を促し、身の安全を図る目的で刑務所に服役させる。映画のラストでは自分が昇進した事と大友が獄中で刺殺されたことを山王会会長となった加藤に報告し、後任の山本を紹介する。
山本（やまもと）
演 - 貴山侑哉
組織犯罪対策部の刑事。
終盤において、昇進した片岡から、後任のパイプ役として山王会に紹介される。

### グバナン共和国
アフリカにあるとする架空の国家。
グバナン共和国駐日大使
演 - ハーシェル・ペッパース
グバナン共和国駐日大使駐日大使。本名不明。
外交官らしいスーツを着込んだ気弱な様子を見せる黒人男性。日本語も堪能だが英語での会話も多い。外交予算が少ないことを村瀬組に目をつけられ、その外交特権を利用して麻薬密売の片棒を担がされていた。大友組が村瀬組のシマを継承すると、今度は石原の発案による闇カジノの経営を持ちかけられる。当初は断るものの、大友組によって娼婦殺しの罠に嵌められたことで、最終的には要求を飲む。なお、大友組が認識する大使への報酬は利益の30パーセントであったが、仲介役の石原が横領することで20パーセントに下げられていた。このため、リスクとリターンが合わないとして報酬を50パーセントに引き上げるよう石原に要求するも、ヘビのいる浴室に閉じ込められるという拷問を受け、提示された報酬額を飲まされる（また、この際のエピソードで、石原は舎弟に自身が横領していることがバレてしまう）。
池元殺しでは遺体の運搬と遺棄を押し付けられ、石原から理不尽な目に遭わされる。
演じたペッパースはアメリカ国籍だが、本作ではアフリカ出身者を演じるため、意図してアメリカ英語ではなくアフリカ英語のような訛りで話している。

## キャスト
- 大友（大友組組長） - ビートたけし
- 水野（大友組若頭） - 椎名桔平
- 石原秀人（大友組組員） - 加瀬亮
- 片岡（悪徳マル暴刑事） - 小日向文世
- 関内（山王会会長） - 北村総一朗
- 岡崎（大友組組員） - 坂田聡
- 安倍（大友組組員） - 森永健司
- 上田（大友組組員） - 三浦誠己
- 江本（大友組組員） - 柄本時生
- 大友組組員 - 新田純一
- 大友組組員 - 渡来敏之
- 大友組組員 - 岩寺真志
- 大友組組員 - 小村裕次郎
- 大友組組員 - 大原研二
- 大友組組員 - 田崎敏路
- 山王会組員 - 野中隆光
- 山王会組員 - 小須田康人
- 山王会組員 - 塚本幸男
- 山王会組員 - 島津健太郎
- 山王会組員 - 岸端正浩
- 山王会組員 - 清水ヨシト
- 山王会組員 - 藤原慎祐
- 山王会組員 - 藤井貴規
- 山王会組員 - 平塚真介
- 山王会組員 - 真田幹也
- 山王会組員 - 上田勝臣
- 山王会組員 - 奥原邦彦
- 山王会組員 - 山本将利
- 山王会組員 - 菊池康弘
- 山王会組員 - 西田隆維
- 山王会組員 - 大野慶太
- 池元組組員 - 外川貴博
- 池元組組員 - 江藤純
- 池元組組員 - 戯武尊
- 池元組組員 - 内田恵司
- 池元組組員 - 川又シュウキ
- 池元組組員 - 飛田敦史
- 佐山（村瀬組組員） - 芹沢礼多
- 村瀬組組員 - 内野智
- ぼったくりバーの店員（村瀬組組員） - 瀧川英次
- ぼったくりバーの店員（村瀬組組員） - 井澤崇行
- ぼったくりバーの店員（村瀬組組員） - 金原泰成
- 村瀬組組員 - 鈴木雄一郎
- 村瀬組組員 - 柴崎真人
- 片岡の上司（刑事） - 辻つとむ
- 山本（刑事） - 貴山侑哉
- 検問担当の警察官 - 樋渡真司
- 鈍感なラーメン屋の客 - 太田浩介
- ラーメン屋店長 - マキタスポーツ
- ラーメン屋店員 - ケンタエリザベス3世
- 察しが良いラーメン屋の客 -黒田大輔
- 藤田正則
- 鷲津秀人
- 宇都隼平
- ジュン - しいなえいひ
- ぼったくりBARのママ - こばやしあきこ
- 水野の女 - 渡辺奈緒子
- 薬物購入者 - 三原伊織奈
- 歯科女医 - 中村純子
- ホステス - 棚橋幸代
- 飯塚の女（ホステス） - 星野美穂
- ホステス - 鈴木ゆか
- ホステス - 水上莉枝子
- 飯塚（村瀬組組員） - 塚本高史
- 大友の女 - 板谷由夏
- 木村（村瀬組若頭） - 中野英雄
- グバナン共和国在日大使館大使 - ハーシェル・ペッパース
- 小沢（池元組若頭） - 杉本哲太
- 村瀬（村瀬組組長） - 石橋蓮司
- 池元（池元組組長） - 國村隼
- 加藤稔（山王会若頭） - 三浦友和

## 受賞とノミネート

### 日本国内
- 第20回東京スポーツ映画大賞（2011年1月17日）[3]
作品賞
監督賞 - 北野武
助演男優賞 - 石橋蓮司、椎名桔平
新人賞 - 北村総一朗
- 第42回報知映画賞特別賞（2017年11月28日、「アウトレイジ」3部作として受賞）[4]

### 海外
- 第63回カンヌ国際映画祭 パルム・ドール ノミネート作品

## 製作

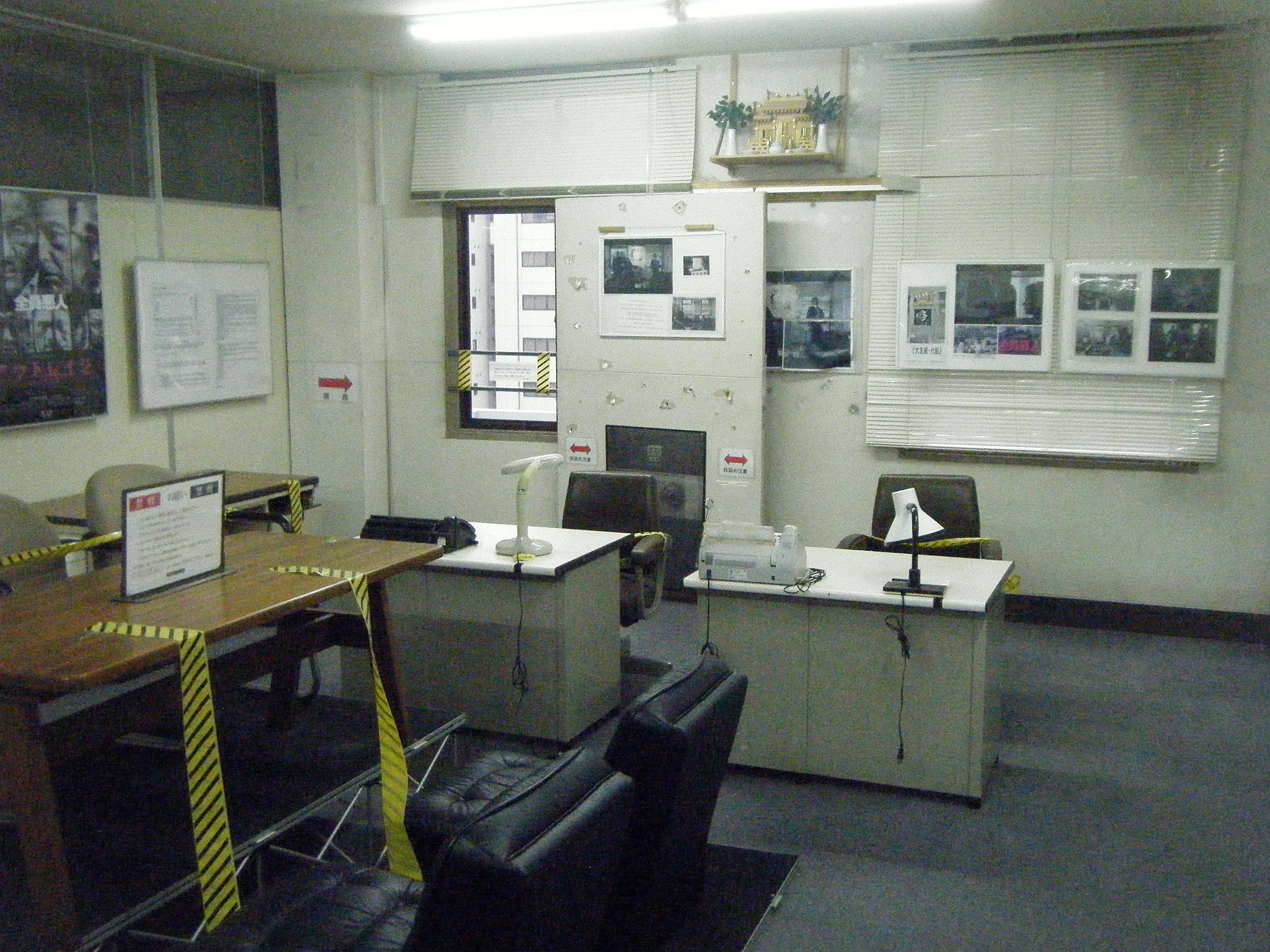
大友組事務所として撮影に使用された、高砂ビル402号室。2011年より一般公開されている。

たけしによると「どうやって人を殺そうかというプロセスを先に考え出し、それに対しストーリーを後付けした」と語っており、その一例として「歯科医院で治療器具を使用して襲撃する」、「サウナで銃を使用して射殺する」といったものがある。
北村総一朗、三浦友和、加瀬亮など、善人役のイメージが強くヤクザ映画の出演経験に乏しい俳優を意図的に起用している。石原秀人役候補の俳優は加瀬亮の他に押尾学がいたが、「胡散臭い感じがする」という理由で、押尾のキャスティングは見送られた。英語が得意で武闘派を嫌う「インテリヤクザ」キャラの石原のイメージに合わなかったからと言われる。「もしも（押尾を）採用していたら作品がお蔵入りになって、他の出演者への賠償がとんでもないことになっていた」と押尾学事件報道の際、たけしが自身の出演番組情報7days ニュースキャスターで語っていた。また、番宣の際には、「加瀬くんは、悪人に見えにくかったので、インテリヤクザという設定にした」とも語っている。
村瀬（石橋蓮司）と組員をサウナで射殺するのは、当初水野（椎名桔平）の予定だったが、大友（たけし）の出番が少ないと思ったため、変更になった。また、水野と彼の情婦（渡辺奈緒子）のベッドシーンはやる予定はなかったが、入れ墨を時間をかけて描いてくれたのになかなか画面に映らず、彫り師の人がかわいそうに思ったため、撮ったとたけし本人が語っている。
北村総一朗が演じた山王会会長・関内の邸宅は、たけしの親友、所ジョージが所有する別荘、通称「沖縄ベース」を借りて撮影した。その際、たけしは冗談か本気かは定かではないが「この家を爆破するシーンを撮りたい」と所に言ったが、さすがにそれは許可されなかった。
神戸フィルムオフィスの協力でポートアイランドや東門街などでロケが行われた ほか、大友組事務所は兵庫県神戸市中央区の旧居留地に有るビルの一室にて撮影され、この部屋は映画公開後もセットを再現の上で当時の資料と合わせて公開されている。

## プロモーション
TSUTAYA限定でスペシャルDVD『アウトレイジ 危険すぎる男たちの素顔』付き前売券を発売。2010年6月11-13日には本映画公開記念として池袋・新文芸坐で過去作品が3日間限定上映された。

## 公開・反響
丸の内ルーブル、渋谷東急他全国155スクリーンで公開され、2010年6月12-13日初日2日間で興行収入1億4,530万9,000円、動員は10万6,138人になり映画観客動員ランキング（興行通信社調べ）で初登場第4位となった。また、ぴあ初日満足度ランキングでも第4位になっている。
第63回カンヌ国際映画祭コンペティション部門に正式参加した。映画祭期間中に発行された映画誌による評価は厳しく、批評家九人による評価はコンペティション部門で最低クラスのものだった。

## Blu-ray / DVD
2010年12月3日発売。発売・販売元はバンダイビジュアル。
- アウトレイジ 通常版（1枚組、Blu-ray / DVDでリリース）
  - 映像特典
    - 特報
    - 劇場予告編
    - TVスポット集
    - キャストインタビュー
- アウトレイジ スペシャルエディション（3枚組・初回限定生産）
  - ディスク1：本編Blu-ray（通常版と同様）
  - ディスク2：本編DVD（通常版と同様）
  - ディスク3：特典DVD
    - 4SHOTS（北野武×椎名桔平×加瀬亮×三浦友和）
    - メイキング「OUTRAGE -INSIDE OUT-」
    - カンヌ国際映画祭レポート
    - 初日舞台挨拶

  - 封入特典
    - 解説書（16P）

  - 特製アウターケース付きデジパック仕様

## 続編
2010年9月6日に、本作品の続編となる『アウトレイジ2』の製作を発表。北野作品としては初の続編となる。公開は2011年秋を予定していたが、東日本大震災の影響で、2012年秋に延期され、2012年4月17日に『アウトレイジ ビヨンド』のタイトルに決定、10月6日公開予定と発表された。